# Acacia daemon
Acacia daemon é uma espécie de legume da família das Fabaceae.
Apenas pode ser encontrada em Cuba.
Está ameaçada por perda de habitat.